# Parasphendale scioana
Parasphendale scioana är en bönsyrseart som beskrevs av Giglio-Tos 1915. Parasphendale scioana ingår i släktet Parasphendale och familjen Mantidae. Inga underarter finns listade i Catalogue of Life.